# François Rom
François Rom (født 8. april 1882 i Antwerpen, død 2. februar 1942) var en belgisk fægter, som deltog i de olympiske lege 1908 i London.
Ved OL 1908 stillede han op i holdkonkurrencen i kårde, hvor Belgien i kvartfinalen mod Sverige vandt 11-6. I semifinalen mod Italien tabte de knebent 9-8. De kom derpå til at møde Storbritannien, der havde tabt guldkampen til Frankrig, om andenpladsen. Igen blev det til et knebent nederlag på 8-9 til belgierne, der dermed vandt bronze i konkurrencen.